# 깻잎 논쟁
깻잎 논쟁은 들깨 잎을 떼지 못하는 친구를 연인이 돕는 것이 용납될 수 있는지에 대한 대한민국에서 발생한 논란이다. 